# Parasemia floccosa
Parasemia floccosa är en fjärilsart som beskrevs av Ludwig Carl Friedrich Graeser 1888. Parasemia floccosa ingår i släktet Parasemia och familjen björnspinnare. Inga underarter finns listade i Catalogue of Life.